# کارمینه گالونه
کارمینه گالونه (ایتالیایی: Carmine Gallone؛ ‏ ۱۸ سپتامبر ۱۸۸۶ – ۴ آوریل ۱۹۷۳) کارگردان، فیلم‌نامه‌نویس و تهیه‌کننده فیلم اهل ایتالیا بود.

## زندگی‌نامه
از آغاز، کارمین گالونه شاهکارهایی مانند سیزدهمین مرد (۱۹۱۷) و سرهنگ شابر (۱۹۲۰) را که بر اساس رمان‌هایی از انوره دو بالزاک بودند، اقتباس کرد.
پس از ساخت فیلم‌های بسیاری با بازی هنرمندانی چون لیدا بورلی و همسر خودش سوآوا گالونه، او با همکاری آملتو پالرمی یک فیلم بزرگ به سبک سیسیل بی. دمیل به نام آخرین روزهای پمپئی را در سال ۱۹۲۶ میلادی ساخت.
اما بحران اقتصادی ایتالیا او را مجبور به ترک وطن کرد. او به آلمان، سپس به انگستان و در آخر به فرانسه، جایی که سه فیلم در آنجا ساخت رفت. پیش از برگشت به ایتالیا او تبدیل به یکی از ستون‌های رونق دوباره سینمای ایتالیا از ۱۹۳۵ تا ۱۹۶۱ — به‌ویژه با اقتباس اثرهای شعرگونه و فیلم‌های زندگی‌نامه‌ای — شده بود.
او همچنین فیلم دو یتیم (۱۹۴۲) و میشل استروگف (۱۹۵۶) را براساس کتاب ژول ورن ساخت که یک موفقیت بزرگ در فرانسه بود.
کارمینه گالونه در چهارم آوریل سال ۱۹۷۳ در رم درگذشت و در گورستان کامپو ورانو به خاک سپرده شد.

## بخشی از فیلم‌شناسی
- راهبهٔ مونتزا (۱۹۶۲)
- کارمن (۱۹۶۲)
- دن کامیلو: عالی‌جناب (۱۹۶۱)
- کارتاژ در شعله‌های آتش (۱۹۶۰)
- توسکا (۱۹۵۶)
- میشل استروگف (۱۹۵۶)
- دن کامیلو و عالی‌جناب پپونه (۱۹۵۵)
- مادام باترفلای (۱۹۵۴)
- مؤسسه ریکوردی (۱۹۵۴)
- دختر ماتا هاری (۱۹۵۴)
- کاستا دیوا (۱۹۵۴)
- غیرت روستایی (۱۹۵۳)
- پوچینی (۱۹۵۳)
- بر رنگین‌کمان می‌رقصیم (۱۹۵۲)
- مسالینا (۱۹۵۱)
- نیروی سرنوشت (۱۹۵۰)
- تاکسی شب (۱۹۵۰)
- افسانه فاوست (۱۹۴۹)
- مادام کاملیا (۱۹۴۷)
- تمام رم در برابر او لرزید (۱۹۴۶)
- ترانهٔ زندگی (۱۹۴۵)
- عشق‌های حزن‌انگیز (۱۹۴۳)
- تمام رم در برابر او لرزید (۱۹۴۳)
- هارلم (۱۹۴۳)
- دو یتیم (۱۹۴۲)
- شهبانوی ناوارا (۱۹۴۲)
- اودسا در میان شعله‌ها (۱۹۴۲)
- معشوقه پنهانی (۱۹۴۱)
- نخستین عشق (۱۹۴۱)
- مانون لسکو (۱۹۴۰)
- نغمه‌های جاویدان (۱۹۴۰)
- ورای عشق (۱۹۴۰)
- خیمه‌شب‌بازی (۱۹۳۹)
- جوزپه وردی (۱۹۳۸)
- شیپیو آفریکانوس: شکست هانیبال (۱۹۳۷)
- ترانه مادر (۱۹۳۷)
- سپاسگزار، بانو (۱۹۳۶)
- شراره آسمانی (۱۹۳۵)
- کاستا دیوا (۱۹۳۵)
- قلبم ندا می‌دهد (۱۹۳۵)
- قلبم تو را می‌خواند (فیلم آلمانی) (۱۹۳۴)
- قلبم تو را می‌خواند (۱۹۳۴)
- خیال مرا از سر بیرون کن (۱۹۳۳)
- ترانه یک دریانورد (۱۹۳۲)
- پسری از آمریکا (۱۹۳۲)
- دخترخالهٔ ورشویی من (۱۹۳۱)
- شهر ترانه (۱۹۳۱)
- شهر آوازه‌خوانی (۱۹۳۰)
- کشتی در معرض خطر غرق‌شدگی (۱۹۲۹)
- سرزمین بی زن (۱۹۲۹)
- عذاب عشق (۱۹۲۸)
- شهر یک هزار خوشی (۱۹۲۷)
- آخرین روزهای پمپئی (۱۹۲۶)
- کاروان اسب‌سواران آتشین (۱۹۲۵)
- وجوه عشق (۱۹۲۴)
- در لباس دلقک (۱۹۲۰)
- یک زن لعبت (۱۹۱۹)
- رهایی (۱۹۱۹)
- روایت یک گناه (۱۹۱۸)
- سیزدهمین مرد (۱۹۱۷)
- مالومبرا (۱۹۱۷)
- پروانه (۱۹۱۶)
- آواتار (۱۹۱۶)
- در زیر مزار (۱۹۱۵)
- مارش عروسی (۱۹۱۵)
- گل شرارت (۱۹۱۵)
- بی‌تقصیر! (۱۹۱۵)
- حقیقت آشکار (۱۹۱۴)
- بوسهٔ چیرانو (۱۹۱۳)